# معركة ميدواي
معركة ميدواي (بالإنجليزية: Battle of Midway يابانية: ミッドウェー海戦;  ميدوي كايسن ) تعتبر من أهم المعارك البحرية في حملة المحيط الهادي في الحرب العالمية الثانية  بعد ستة أشهر من وقوع الهجوم الياباني على بيرل هاربور وبعد مرور شهر واحد فقط على معركة بحر الكورال وتحديداً بين الرابع والسابع من شهر يونيو عام 1942, تمكنت القوات البحرية الأمريكية بشكلٍ حاسم من صد هجوم قوات البحرية الإمبراطورية اليابانية على جزيرة ميداوي مما ألحق الضرر بالأسطول الياباني. أسماها المؤرخ العسكري جون كيغان بـ «الضربة الأكثر روعةً وحسمًا في تاريخ الحروب البحرية».
كان مقصد العمليات اليابانية، كالهجمة على ميناء بيرل هاربر، هو سحق الولايات المتحدة كقوة إستراتيجية في المحيط الهادئ، لإعطاء اليابان الحرية لكي تؤسس مجالاً مشتركاً أكبر في شرق آسيا. أمل اليابانيون بأن تُمنى الولايات المتحدة بهزيمة أخرى محبطة فتُرغمهم على الاستسلام في حرب المحيط الهادئ.
كانت خطة اليابانيين أن يغروا الطائرات الأمريكية بسحبهم إلى الفخ. اليابانيين أيضا كانو يهدفون إلى احتلال جزيرة ميداوي كجزء من الخطة الشاملة لتمديد دفاعهم رداً على غارة دوليتل. كما أعتبرت هذه العملية التمهيدية هجوم إضافي ضد فيجي وساموا.
أعيقت الخطة بسبب الافتراضات اليابانية الخاطئة لرد فعل الأمريكيين وترتيبات البداية السيئة. بشكل ملحوظ، استطاع فاكو الشفرات الأمريكيين تحديد تاريخ وموقع الهجوم، مما أتاح لهم تحذير البحرية الأمريكية لتجهيز كمين لهم. غرقت أربع حاملات طائرات وسفينة حربية(بارجة) ثقيلة يابانية مقابل حاملة طائرات وسفينة مدمّرة أمريكية. بعد معركة ميدواي، والاستنزاف المنهك لحملة جزر سليمان، لم يكن باستطاعة برامج بناء السفن وتدريب الطيارين اليابانية أن تستمر بنفس السرعة في تعويض خسائرها، بينما استطاعت الولايات المتحدة بثبات أن تزيد من إنتاجها في كلا المجالين.

## خلفية

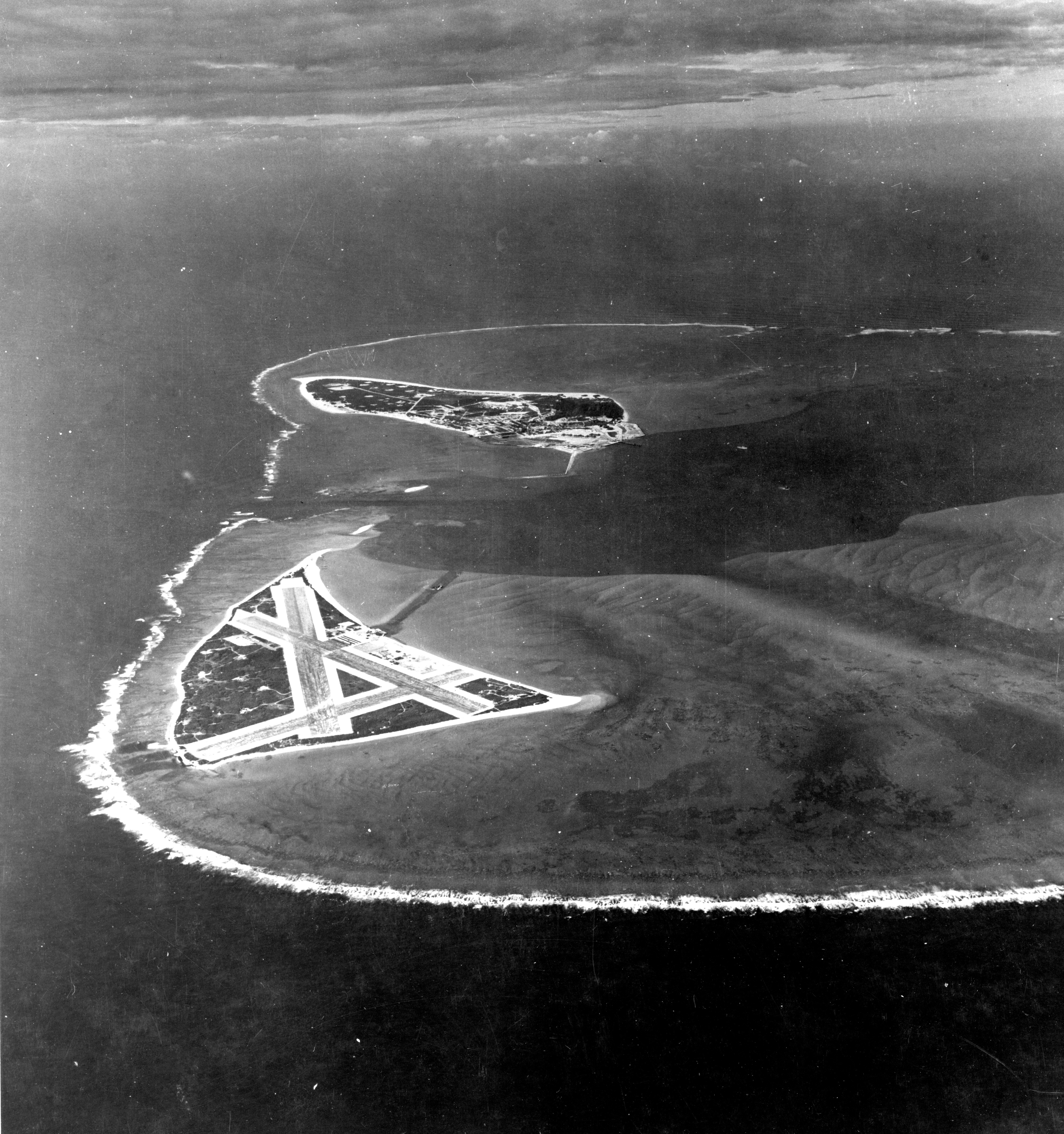
ميدواي قبل عدة أشهر من مهاجمتها الجزيرة الشرقية (يلاحظ وجود مهبط الطائرات) والجزيرة الغربية (البعيدة)

أحرزت اليابان أهدافها الاستراتيجية الأولية بسرعة، باستيلائها على الفلبين، وماليزيا، وسنغافورة، وجزر الهند الشرقية الهولندية (الآن إندونيسيا)، مع مواردها النفطية الحيوية، وكانت الأخيرة -أي إندونيسيا- ذا أهمية خاصة لليابان. بسبب هذا، بدأ التخطيط الأولي للمرحلة الثانية من العمليات في وقت مبكر من يناير 1942 إلا أنه كانت هناك خلافات إستراتيجية بين الجيش الامبراطوري والبحرية الملكية، ونزاع داخلي بين المقر العام للبحرية وأسطول الأدميرال ياماموتو إسوروكو المتحد، بحيث لم تشكل إستراتيجية تابعة حتى أبريل 1942. أخيرا، نجح الأدميرال ياماموتو في التغلب بفضل كفاح بيروقراطي، وذلك بتهديد خفي بالاستقالة، وبعد ذلك تم تبني خطته «سنترال باسيفك».
كان هدف ياماموتو الاستراتيجي الأولي هو القضاء على حاملات الطائرات الأمريكية، وهو ما نظر إليه على أنه التهديد الرئيسي لحملة المحيط الهادئ بشكل عام وتفاقم هذا القلق بشكل حاد من قبل غارة دوليتل (18 أبريل 1942) التي أُطلقت فيها طائرات السلاح الجوي الأمريكي بي-25 ميتشل من سفينة (حاملة الطائرات) هورنيت الأمريكية والتي قامت بقصف الأهداف في طوكيو وعدة مدن يابانية أخرى. في حين كانت الغارة مستهانٌ بها عسكريًا، فقد شكلت صدمة نفسية شديدة على اليابانيين ودلت على وجود فجوة في الدفاعات حول الجزر اليابانية الرئيسية. هذا وبالإضافة إلى غارات «الكر والفر» الناجحة التي قامت بها الناقلات الأمريكية، مما أظهر أنهم ما زالوا يشكلون تهديدًا بالرغم من كونهم مترددين، ظاهريًا، كي لا يتم جذبهم إلى حرب واسعة النطاق. رأى ياماموتو أن هجومًا آخر على القاعدة الرئيسية الأمريكية المتمركزة في بيرل هاربور سيحث الأسطول الأمريكي كله على الإبحار والقتال، بضمن ذلك الحاملات؛ ولكن عند الأخذ بقوة وصلابة القوات الجوية المتواجدة في هاواي بالاعتبار، قرر ياماموتو أنه لا يمكن أن يهاجم بيرل هاربور مباشرة. بدلاً من ذلك، اختار ميدواي، في أقصى الشمال الغربي من جزيرة هاواي، تبعد حوالي 2100 كيلومتر من أواهو. لم تكن مِدواي مهمة بشكل خاص في الخطة الأكبر لنوايا اليابان، ولكن اليابانيين أحسوا بأن الأمريكيين سيعتبرون مِيدواي موقعًا حيويًا بالنسبة إلى بيرل هاربور وبالتالي سيقومون بالدفاع عنها وبقوة. وفي الواقع اعتبرت الولايات المتحدة ميدواي مهمة؛ فقد تم إنشاء قاعدة غواصات أمريكية في ميدواي بعد المعركة لتتمكن الغواصات العاملة من بيرل هاربور من التزود بالوقود والمعدات، مما يعني امتداد دائرة عملياتها بما يساوي 1200 ميل (1900 كم)ـ خدم مهبط للطائرات على ميدواي كنقطة تجهيز قدما لهجمات قاذفات القنابل على جزيرة ويك.

### خطة ياماموتو، العملية إم آي
كانت خطة ياماموتو للمعركة معقدةً إلى حدٍ بعيد. كما هو متوقع من التخطيط الملاحي البحري خلال الحرب العالمية الثانية. بالإضافة إلى ذلك فإن تصميمه كان مبينا على معلومات استخباراتية متفائلة أشارت إلى أن حاملتا الطائرات (USS Enterprise و USS Hornet) والتي تشكل قوة المهمات 16 هي الحاملات الوحيدة المتوفرة لأسطول البحرية الأمريكية في المحيط الهادي. في مايو عام 1942 وخلال معركة بحر الكورال، أُغرقت سفينة الولايات المتحدة الحاملة لكسنجتون وتعرضت الحاملة يوركتاون لأضرار فادحة جعلت اليابانيين يعتقدون بغرقها أيضًا. كما أدركت اليابان أن سفينة الولايات المتحدة الحاملة ساراتوجا كانت تخضع لتصليحات على الساحل الغربي بعد تعرضها لإصابة طوربيد من غواصة.
إلا أن الأكثر أهمية كان اعتقاد ياماماتو بأن الأمريكين قد أصيبوا بإحباط في معنوياتهم جراء الهزائم المتكررة التي تعرضوا لها في الأشهرة الستة الماضية., وشعر ياماماتو بأن الأمر يتطلب خداع الأسطوال الأمريكي وجره بشكل مهلك نحو حالة غير متكافئة. تحقيقا لهذه الغاية، قسم قواته (وخاصة السفن الحربية) بحيث يكون من غير المحتمل أن يتم اكتشاف مداها الكامل من قِبَل الأمريكان قبل المعركة. وكان من المفترض على نحو تحكيميّ أن تقوم سفن وطرادات ياماموتو الحربية المساندة بتقفي أثر قوات تدخل نائب الأدميرال تشويتشي ناجومو من على بعد عدة مئات الأميال. هُيئِّت قوات السفن اليابانية لتدمير أي قطعة بحرية أمريكية قد تجنح إلى مرفأ "ميد واي” بعد أن تكون قد أنهكت قواها من قبل حاملات "ناقومو" في معارك تمتد على مدى ساعات النهار ، وهذه من الطرق التقليدية المعروفة في مدارس القوات البحرية والمتبعة من أغلب البحريات العريقة.
لم يكن ياماموتو يعرف بأن الولايات المتحدة قد فككت رمز البحرية اليابانية الرئيسي (يطلق عليها اسم JN-25 من قبل الأمريكيين) تركيز ياماموتو على التشتت عنى أيضًا أن كل تشكيلاته لم تكن لتدعم بعضها البعض. على سبيل المثال، السفن الحربية الوحيدة ذات الأهمية والأكبر من المدمرات التي حمت أسطول ناجومو كانت البوارج والطرادات الثلاثة، على الرغم من أن الحاملات كان متوقع منها أن تنفذ الهجمات وتتحمل وطأة الهجمات الأمريكية المضادة. على النقيض من ذلك، قوافل ياماموتو وكوندو البحرية مجموعة تضمنت بينهما حاملتان للطائرات خفيفتان، خمس بوارج حربية، وطرادات ست، ولا واحدة منهن شهدت نشاطًا في مِدواي. كان لبعد هذه القوات عن حاملات الطائرات التابعة لناجومو تبعات خفية أثناء المعركة لأن المقاتلات الكبيرة في قوات ياماموتو وكوندو كانت تحمل الطائرات الاستطلاعية مما حرم ناجومو من خدماتها الاستخباراتية الجليلة.

### غزو الألوشية
وبالمثل، أزالت العمليات اليابانية في جزر ألوشيان (عملية AL) أكثر السفن التي كان من الممكن أن تزيد حجم القوات المهاجمة لمِدواي في حين أن سابق الروايات التاريخية غالبًا ما انتقدت عمليات ألوشان على أنها خدعة مضللة لإبعاد القوات الأمريكية، اقترحت دراسة علمية عن المعركة حديثة أن AL كان من المفترض إطلاقها في آن واحد مع الهجوم على ميدواي. ولكن، تأخير يوم واحد في ابحار قوات مَهمة ناجيمو جعلت العملية تبدأ قبل هجوم منتصف الطريق.

## استفتاح المعركة

### امداد عسكري أمريكي

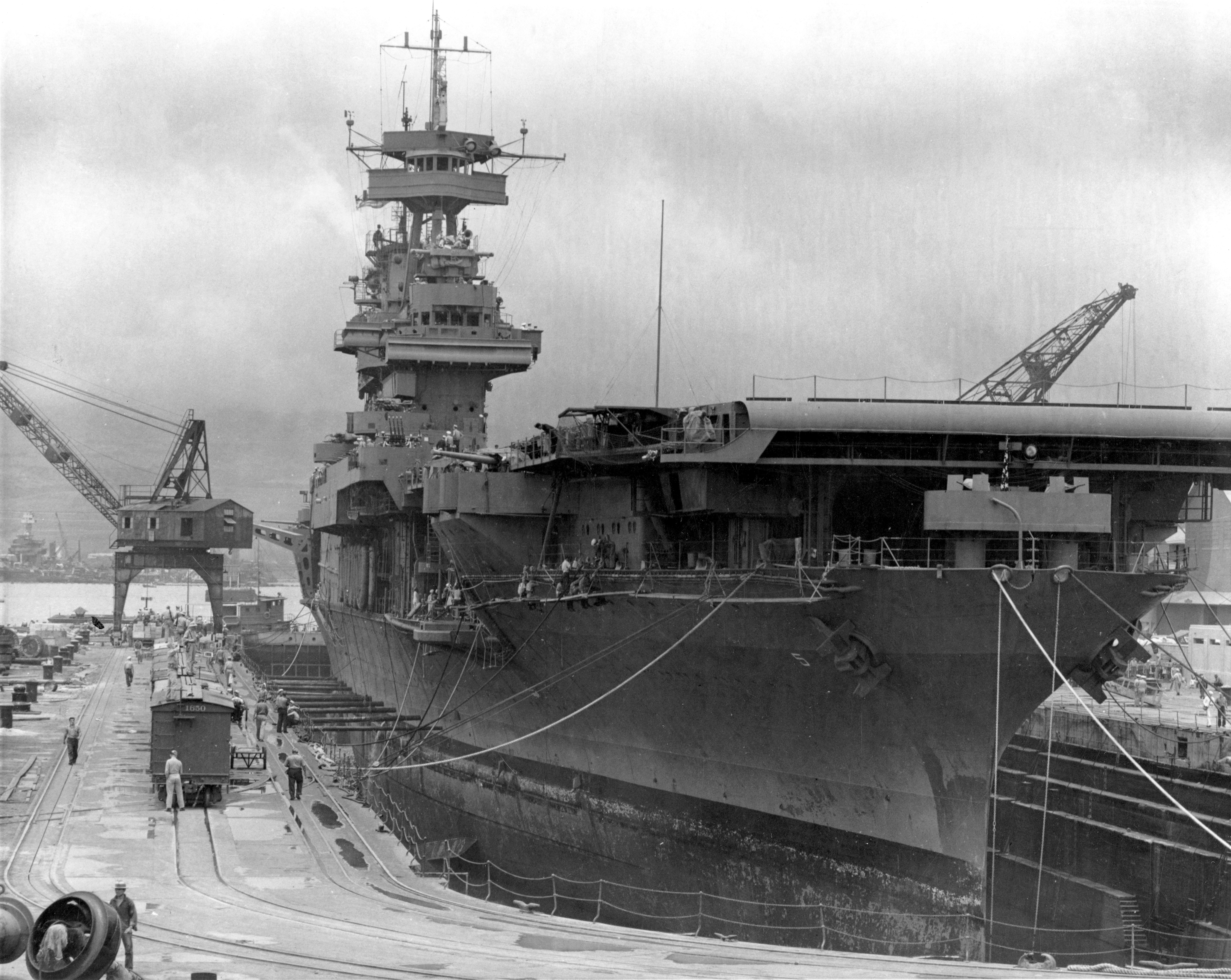
يورك تاون في بيرل هاربر قبل أيام من المعركة.

للانخراط في معركة مع عدو متوقعٌ منه أنه استجمع أربع أو خمس حاملات، احتاج الأدميرال تشيستر دبليو نيميتز، القائد العام في مناطق المحيط الهادئ إلى كل طائرة متاحة في الولايات المتحدة. كانت بالفعل لديه حاملتي طائرات نائب الأدميرال ويليام هالسي (انتربرايز وهورنيت) من فرقة العمل في متناول اليد، رغم أن هالسي قد أصيب بداء الصدف (مرض جلدي) وكان لابد من الاستعاضة عنه باللواء البحري رايموند ايه سبروناس، مرافق قائد هالسي. أعاد نيميتز استدعاء قوة عمل اللواء البحري فرانك جاك فليتشر متضمنة الحاملة يوركتاون (التي لحقت بها أضرار خطيرة في بحر المرجان) على عجل من منطقة جنوب غرب المحيط الهادئ. التي بلغت بيرل هاربور في الوقت المناسب لتعيد توفير المعدات والحاجيات ومن ثم الإبحار.
رغم التقديرات بكون يوركتاون ستتطلب عدة أشهر من الإصلاحات في حوض بناء السفن البحرية بوجيه ساوند، فإن مصاعدها سليمة، وسطح السفينة كان إلى حدٍ ما سليمًا. عمل حوض بناء السفن البحري في بيرل هاربور على مدار الساعة، وفي غضون 72 ساعة كان قد تم استعادة السفينة إلى حالة مستعدة للقتال،  مقرر أنها جيدة بما فيه الكفاية لمدة أسبوعين أو ثلاثة من العمليات كما طلب نيميتز. أُصِلح سطحها كما تم قطع أقسام كاملة من الإطارات الداخلية واستبدالها، ووضعت عدة أسراب من سارتوجا ولكن مع ذلك، لم يتسع لهم الوقت للتدريب. تجاهل نيميتز الإجراءات المتبعة في جعل حاملة طائراته الثالثة المتوفرة الأخيرة مستعدةً للمعركة. بعد ثلاثة أيام فقط من وضعها في ميناء بيرل هاربور الجاف، كانت يوركتاون مستعدة وجارية مرةً أخرى. استمرت الإصلاحات حتى في وقت القتال، مع فرق العمل على متن يوركتاون من سفينة الإصلاح الأمريكية فيستال -هي أيضًا متضررة من الهجوم على بيرل هاربور قبل ستة أشهر-.
في ميدواي، بتاريخ 4 يونيو قامت قوات البحرية الأمريكية بنشر أربعة أساطيل من الطائرات المائية من فئة PBY - بمجموع 31 طائرة - لمهمات الاستطلاع طويلة المدى، و 6 قاذفات طوربيد جديدة من فئة Grumman TBF-1 Avengers، والكتيبة الأخيرة كانت حاملة الطائرات هورنيت المحملة بأسطول قاذفات الطوربيد VT-8. قوات مشاة البحرية الأمريكية كان لديها 19 طائرة استطلاعية وقاذفة للقنابل من فئة SBD Dauntless، و 7 طائرات مقاتلة من فئة F4F Wildcat، و 17 قاذفة قنابل من فئة Vought SB2U Vindicator، و 21 طائرة مقاتلة من فئة Brewster F2A-3. القوات الجوية الأمريكية شاركت بأسطول من 17 قاذفة قنابل من فئة بوينغ بي-17 القلعة الطائرة، برفقة 8 قاذفات قنابل من فئة B-26 Marauder محملة بالطوربيدات: بما مجموعه 124 طائرة.

### نقاط الضعف اليابانية
وفي الوقت نفسه، نتيجة لمشاركتها في معركة بحر كورال، كانت الحاملة اليابانية زويكاكو في ميناء في كوري تنتظر مجموعة جوية بديلة. وعدم توافرها حاليًا كان فشلًا من طاقم برنامج التدريب آي جي إن الذي أظهر بالفعل إشارات لعدم قدرته على إحلال الخسائر. تم توظيف معلّمين من الفيلق الجوي يوكوسوكا في محاولة لتعويض النقص. شوكاكو المتضررة بأضرار جسيمة عانت من ثلاث ضربات تفجيرية في بحر المرجان وتطلبت ثلاثة أشهر من الإصلاحات في الميناء الجاف. على الرغم من احتمال توفر طائرات كافية بين سفينتين لإعادة تجهيز حاملة الطائرات اليابانية زويكاكو بمجموعة طائرات، لكن لم يقم اليابانيين بمحاولات جادة لتجهيزها للمعركة القادمة. وبناء على ذلك، فإن الأدميرال ناجومو لديه أربع حاملات أسطول فقط: كاغا وأكاجي اللتان تشكلان فرقة الحاملات 1؛ وهيرو وسوريو اللتان تشكلان فرقة الحاملات 2. كان على الأقل جزء من هذا حصيلة الإعياء؛ الحاملات اليابانية كانت باستمرار في عمليات منذ 7 ديسمبر 1941، بما في ذلك الغارات على داروين وكولومبو.
الطائرات الهجومية الرئيسية التي كان سيستخدمها اليابانيون كانت الـ ايتشي D3A الانقضاضية والناكاجيما B5N2 التي كان يمكن استخدامها كقاذفة طوربيد أو قاذفة على نفس ارتفاع الهدف. كانت المقاتلة الرئيسية هي الطائرة السريعة ذات القدرة على المناورة ميتسوبيشي A6M2 «صفر» -الزيرو. [ملحوظة 3] ومع ذلك، فإن حاملة كيدو بوتاي كانت تعاني من نقص في طائرات الخطوط الأمامية. اختزل إنتاج «دي 3 ايه» بشدة لعدة أسباب، في حين أن إنتاج «بي 5 إن» تم إيقافه تمامًا. نتيجة لذلك لم يكن هناك أيٌ متوفر لتعويض الخسائر. وذلك يعني أيضاً بأن العديد من الطائرات الحربية التي استخدمت في العمليات التي تم تنفيذها أثناء شهر يونيو من عام 1942، كانت جاهزة للعمل منذ أواخر شهر نوفمبر من عام 1941; وبالرغم من أنها تتمتع بالصيانة الجيدة إلا أنها أصبحت بالية ولا يمكن الاعتماد عليها. وتعني هذه العوامل بأن جميع الحاملات لا تحتوي على المجموعة الكاملة من الطائرات الحربية وقطع الغيار.
تدابير الاستطلاع الاستراتيجية اليابانية قبل المعركة كانت في حالة فوضى أيضاً. تأخر خط الغواصات اليابانية المتقدم في الوصول إلى أماكنه المقررة (جزئيا بسبب تسرع ياماموتو)، مما أتاح للحاملات الأمريكية الوصول إلى نقطة التجمع الخاصة بها (أطلق عليها \«نقطة حظ\») بدون أن يتم اكتشافها. محاولة استطلاعية ثانية باستخدام الطائرة البحرية أو القارب الطائر -الطائرة الجو برمائية- ذو اربع محركات من طراز كاوانيشي لاستكشاف ميناء هاربور ومعرفة بأنه آنذاك لا تواجد لأي حاملات طائرات أمريكية وهي جزء من العملية كي، كانت هذه المهمة الاستطلاعية قد احبطت أيضاً والسبب بأن الغواصات اليابانية المخصصة لإعادة تعبئة وقود طائرة الاستكشاف، كانت قد اكتشفت بأن نقطة إعادة التعبئة وهي الجزر المرجانية الفرنسية تم احتلالها من قبل سفن حربية أمريكية لأن اليابانيون كانوا قد قاموا بعملية عسكرية مشابهة في نفس السنة في شهر مارس. لهذا، حرمت اليابان من أي معلومات بخصوص تحركات البارجات الأمريكية قبيل المعركة.
وقد لاحظ معترضو الرّادار اليابانيون تزايداً في نشاط الغوّاصات الأمريكية وتبادل الرسائل بين القوات الأمريكية على حدّ سواء. كان اللواء ياماموتو على معرفة بهذه المعلومات قبيل المعركة. على الرغم من ذلك، لم تتغيّر الخطط اليابانية، فيماماتو - وبينما هو في عرض البحر على حاملة طائراته - لم يجرؤ على إعلام ناغومو بالأمر خشية عزله عن منصبه، وترك الأمر على فرض أن ناغومو تلقّى نفس الإشارة من طوكيو. ولكن ابراج راديو الهوائية لناغومو لم تكن قادرة على استقبال رسائل ذات موجات طويلة المدى، وكان على غير معرفة بأي تحركات للبارجات الأمريكية.

### فك التشفير من قبل الحلفاء
كان لدى الأميرال نيميتز ميزة واحدة لا تقدر بثمن: تمكن مختصوا فك الشفرة من كسر شفرة البحرية اليابانية جي-ان-25. منذ بدايات ربيع 1942، كانت الولايات المتحدة تعترض رسائل مشفرة مفادها أنه سيكون هناك قريبا عملية في الهدف «إي اف». تمكن القائد جوزيف جي روكيفرت وفريقه في المحطة هايبو من التأكد من أن ميدواي هي هدف اليابانيين، وذلك بإيعازهم للقاعدة في ميدواي بإرسال رسائل مغلوطة مفادها بأن محطة تصفية المياه في القاعدة تعطلت، وأن القاعدة تحتاج إلى مياه عذبة. بعدها اعترض اليابانون هذه الرسائل وبدأوا بسرعة بإرسال رسائل مفادها بأن «إي اف تنقصه المياه». هايبو استطاعت أيضا بأن تحدد أن تاريخ الهجوم سيكون إما في 4 أو 5 يونيو، واستطاعت تزويد نيميتز بالخطة الكاملة للبحرية اليابانية في المعركة. كانت مجهودات اليابان في تقديم كتاب شفرات جديد قد تأخرت، مما اعطى «هايبو» أيام حاسمة عديدة. وعلى الرغم من أن اليابانيون قاموا بالتعتيم قبل الهجوم إلا أن كل الشفرات المهمة قد تم فكها من قبل محللين قاعدة هايبو.
ونتيجة لذلك، دخل الأمريكيون المعركة ولديهم خلفية جيدة عن نقاط قوة اليابانيين وأماكن تواجدهم وحجم قوتهم. علم نيميتز بأن اليابانيون قد اهملوا أفضليتهم العددية بتقسيم سفنهم إلى اربع مجموعات متباعدة بشكل كبير بحيث لا يمكن أي منها ان تساند الأخرى. طبقا لحسابات نيميتز، فإن الطائرات الموجودة على متن ناقلاته الثلاث بالإضافة لتلك الموجودة على جزيرة ميدواي جعلت الولايات المتحدة في حالة تكافؤ مع ناقلات ياماموتو الأربع، يعود ذلك بشكل رئيسي إلى أن فرق الطائرات الأمريكية كانت أكبر حجما من مثيلاتها اليابانية. وعلى النقيض تماماً كان اليابانيون في في غفلة شبه تامة عن قوة وعتاد وتشكيلة خصمهم القتالية الحقيقية، حتى بعد بدء المعركة.

## المعركة

### الهجمات الجوية الأولية

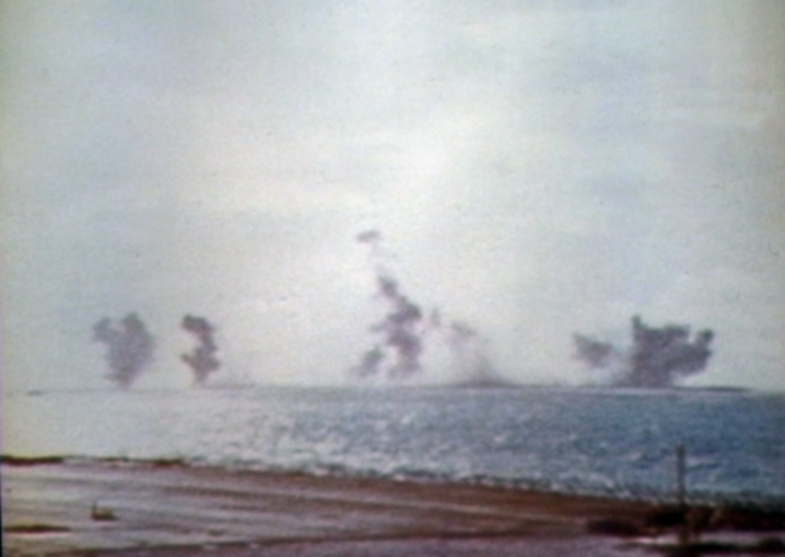
هجوم في شرق الجزيرة

اقلعت الطائرات للهجوم الجوي الأول في الساعة 12:30 من 3 جون، يتشكل الهجوم من تسع طائرات B-17 اقلعت من ميدواي. وبعد مضي ثلاث ساعات، وجدوا مجموعة نقل تاناكا اليابانية الف وستون كيلومتراً بإتجاه الغرب. تحت نيران المدافع الثقيلة المضادة للطائرات قاموا بإسقاط قنابلهم وعلى الرغم من انه تم اعلان بأن القنابل ضربت اهدافها، لم تضرب أي من القنابل أي من الأهداف اليابانية ولم يكن هناك ضرر يذكر. وفي اليوم التالي، تكبدت ناقلة النفط اليابانية اكيبونو مارو أولى الضربات حيث اصيبت بطوربيد من قارب جوي من طراز بي بي واي في الساعة 01:00 صباحاًَ وهذا يعتبر الطوربيد الجوي الوحيد من قبل القوات الأمريكية الذي قام بإصابة هدفه في المعركة بشكل عام.
وفي الساعة الرابعة والنصف من صباح يونيو، قام ناغومو بإطلاق هجومه الأولي على ميدواي وكانت قوته مكونة من 36 طائرة آيتشي الانقضاضية و36 طائرة ناكاجيما الحاملة للطوربيدو برفقة 36 طائرة مقاتلة من ميتسوبيشي. وفي نفس الوقت أطلق طائرة رقابية جوية وبالإضافة إلى ذلك ثمان طائرات بحث، واحدة من السفينة الحربية توني تأخرت ثلاثون دقيقة بسبب عطل فني.
كانت مهمات الاستطلاع اليابانية ضعيفة بطائرات قليلة لا تكفي كل المناطق المتطلب تغطيتها في ظروف مناخية صعبة في شمال-شرق وشرق القوة الأمريكية. أصبحت طريقة ياموموتو الخاطئة في التعامل مع المعركة تشكل عبء يثقل كاهل القوات اليابانية. Yamamoto's faulty dispositions had now become a serious liability.
التقط الرادار الأمريكي تواجد القوات اليابانية على بعد اميال عديدة وتم التشويش على أي محاولة تعرض للرادار. اقلعت الطائرات القاذفة للقنابل وحيدة بدون أي حماية لضرب اسطول حاملات الطائرات الياباني، وضلت المقاتلات الحربية التي يفترض ان تحمي القاذفات في ميدواي لحمايتها. في الساعة السادسة والثلث قامت طائرة من حاملة الطائرات اليابانية بقصف القاعدة الأمريكية ملحقة اضرار كبيرة بها. وقام طيارين القاعدة البحرية في ميدواي بقيادتهم لطائرات وايلد كاتس وابسوليسنت قاموا باعتراض الهجمة اليابانية ولكن تكبدوا خسائر فادحة، على الرغم من نجاحهم في إسقاط اربع مقاتلات انقضاضية وثلاثة قاذفات قنابل على الأقل. أغلب الطائرات الأمريكية اسقطت في الدقائق القليلة الأولى ولم يتبق سوى طائرتين فقط صالحة للطيران. في المحصلة النهائية ثلاثة من طائرات (F4F)و ثلاثة عشر من (F2A)  تم إسقاطهم نيران المعدات الأميركية المضادة للطائرات كانت كثيفة ودقيقة، حيث نتج عنها تدمير العديد من الطائرات اليابانية ويزعم أنها دمرت ثلث الطائرات اليابانية.
الهجوم الياباني الأول لم ينجح في إضعاف ميدواي. كان لا يزال بإمكان قاذفات القنابل الأمريكية استخدام القاعدة الجوية للتزود بالوقود ومهاجمة قوات الغزو اليابانية؛ هجوم جوي آخر سيكون ضروري لو ذهبت القوات إلى الشاطئ بحلول السابع من يونيو.
كونها أقلعت قبل الهجوم الياباني، قامت قاذفات القنابل الأمريكية المرتكزة على ميدواي بهجمات عديدة على الأسطول الياباني. شارك في هذه الهجمات 6 قاذفات طوربيد من طراز غرمن أفينجر، كانت قد أرسلت من الحاملة هورنت إلى قاعدة ميدواي، بالإضافة إلى سرب طائرات استكشافية-قاذفة بحرية مكون من 11 طائرة انقضاضية من طراز SB2U-3s و 16 طائرة استكشافية من طراز SBD، و 15 طائرة من طراز B-17، و 4 طائرات مسلحة بالطوربيد من طراز B-26 التابعة للقوات الجوية للجيش الأمريكي USAAF (الذراع العسكري الجوي للولايات المتحدة ذلك الوقت، والذي استبدل لاحقا بالقوات الجوية الأمريكية USAF) لم يكترث اليابانيون بهذه الهجمات وباثنين من المقاتلين المفقودين، مادام أنهم دمروا خمس طائرات من نوع (تي بي إف) وطائرتان من نوع (إس بي 2 يو) وثمانية من طائرات (إس بي دي) وطائرتان من طائرات (بي-26). وكان أول طيار بحري يلقى حتفه أثناء المعركة، هو الرائد لوفتون آر هيندرسون من سرب «في ام اس بي-241» حيث قتل بينما كان يقود سرب طائرات مكون من طيارين قليلي الخبرة على طائرات «داونتلس» وتم تكريمه لاحقاً بتسمية المطار في جزيرة غوادل كانال بجزر سولومون باسمه في أغسطس عام 1942 ميلادي. تم ضرب طائرة بي-26 من قبل مدفعية مضادة للطائرات على متن السفينة الحاملة للطائرات اليابانية اكاغي. ولم يحاول الطيار تغيير مسار الطائرة حيث كاد ان يصطدم بشكل مباشر بغرفة التحكم الخاصة باكاغي قد تكون هذه التجربة ساهمت في مثابرة ناغومو من اجل القيام بهجوم آخر على ميدواي، في مخالفة مباشرة لأوامر ياماموتو بإبقاء القوة الاحتياطية متأهبة لعمليات مضادة للسفن 

### قرار ناغومو
ابقى الاميرال ناغومو على نصف طائراته في الاحتياطي اتباعاً للتعليمات اليابانية المخصصة للسفن الحاملة للطائرات آنذاك كان السربين مؤلفين من طائرات مكونة من نوعين الأول: الدايف بومبر (القاذفة الأنقضاضية) وتحمل قنابل تنقض بها على مستوى منخفض لدقة أكثر ولهذا طبيعتها انقضاضية من الأعلى لهذا سميت القاذفة المنقضة. والنوع الثاني: التوربيدو بومبر أو قاذفة الطوربيد، التي تسقط الطوربيد في البحر لتهاجم الأهداف البحرية، تم تسليحها بالطوربيد لو تم ايجاد أي سفن حربية أمريكية. وكانت الطائرات الانقضاضية لا تزال غير مسلحة ونتيجة للهجمات من ميدواي وبالإضافة لتوصيات من قائد الغارة الصباحية، أمر الاميرال ناغومو بأعادة تسليح طائراته الاحتياطية بقنابل من النوع المتفجر عند الاحتكاك المباشر ضد الاهداف الأرضية وتفيد بعض المصادر بأنه مضى على إعادة التسليح نصف ساعة حيث اشارت طائرة الاستطلاع المتأخرة في الساعة السابعة واربعون دقيقة بأنها وجدت قوة بحرية أمريكية لا بأس بها شرقاً، ولكنها اهملت تفاصيل عن مكونات هذا الاسطول. واثبت دليل جديد بأن ناغومو لم يستلم التقرير من طائرة الاستطلاع الا عند في تمام الثامنة ولهذا فقد استمرت عملية إعادة التسليح لمدة 45 دقيقة. قام ناغومو بالتراجع عن قراره وطالب طائرة الاستطلاع بالتأكد من تكوين القوة الأمريكية ولكن استغرق الرد اربعين دقيقة حيث افاد أخيراً برؤيته لحاملة طائرات من القوات الأمريكية وكانت هذه إحدى حاملات الاسطول الشهير تي اف 16. لم تشاهد طائرة الاستطلاع أي حاملات أخرى من الاسطول.
أصبح الاميرال ناغومو في وضع حرج الآن تقدم نائب الأميرال تامون ياماغوتشي قائد حاملتي السفن هيريو وسوريو باقتراح للاميرال ناغومو بالهجوم فوراً بالقوات المتواجدة وقتها، ثماني عشرة طائرة انقضاض آيتشي دي ثري أي ون في كل من هيريو وسوريو ونصف القوات الجوية الجاهزة. لكن فرصة الاميرال ناغومو المواتية لضرب السفن الأمريكية تضائلت بمعرفته بأن القوة الجوية التي قامت بضرب ميدواي ستعود قريباً لحاملة الطائرات. *الاميرال كان ياماماتو وناغومو كان نائبه لكن هناك رتبة تحت الاميرال تسمى كذلك بأميرال وهي فوق رتبة الكومودور فإضطررت لتسمية ناغومو بأميرال في هذه الجزئية تفادياً للخلط. وبسبب النشاط المستمر على سطح السفينة والمرتبط بعمليات القتال الهوائية في الساعة السابقة، فإن اليابانيين لم يكن لديهم أي فرصة لتهيئة طائراتهم الاحتياطية للإقلاع. الطائرات القليلة الموجودة على سطح الحاملة في لحظة الهجوم كانت إما طائرات دفاعية، أو (بالنسبة لـ سوريو) كانت طائرات تتم تهيئتها للمساعدة في القوة الدفاعية. تهيئة سطح الحاملة وإطلاق الطائرات كان سيستغرق على الأقل 30-45 دقيقة. بالإضافة إلى ذلك، لو قام ناجومو بتهيئة وإطلاق طائراته مباشرة، فسيعني ذلك أنه سيدفع ببعض احتياطيه للقتال بدون تسليحه بأسلحة مضادة للسفن، وهو الذي قد شهد قبل قليل كيف كان سهلا إسقاط القاذفات الأمريكية التي لم يرافقها حراسة كافية. (لو حدث هذا، فسيتسبب ضعف الانضباط لدى الكثير من الطيارين اليابانيين في التخلي عن قنابلهم ومحاولة الاشتباك مع طائرات الـ F4F التي ستعترض طريقهم). كانت التعليمات المتبعة في البحرية اليابانية تفضل هجمات كاملة دون التثبت من امتلاك العدو حاملات من عدمه، كان رد ناجومو متسق مع هذه التعليمات. بالإضافة لذلك، وصول غارة أمريكية أخرى في 07:53 جعل من الضرورة مهاجمة الجزيرة مرة أخرى. في النهاية، اختار ناغومو انتظار عودة مهاجميه، ومن ثم إطلاق احتياطيه والذي سيكون حينها جاهزا ومسلحا.
لم يصنع ذلك فرقا على أية حال، فليتشر أطلق الطائرات ابتداء من الساعة 07:00 من حاملاته، الطائرات التي ستورد الضربة الساحقة كانت في طريقها بالفعل. لم يكن باستطاعة ناغومو عمل أي شيء آنذاك كان ذلك هو الخطأ القاتل في استعدادت ياماموتو العسكرية: لقد اتبع وبصرامة مدرسة تقليدية في حرب السفن.

### الهجوم على القافلة اليابانية
كان الأمريكيون قد أطلقوا طائراتهم ضد اليابانيين. قام الأدميرال فلتيشر الذي كان يملك القيادة العامة للقوات الأمريكية من على متن يوركتاون، بالاستفادة من التقارير الاستكشافية لطائرات PBY المتوفرة منذ الصباح الباكر، لذا أعطى أمرا لـ سبرونس بإطلاق طائراته في أسرع وقت ممكن عمليا، بينما أبقى الحاملة يوركتاون في الاحتياط في حال اكتشاف حاملات يابانية أخرى. (توجيهات فليتشر نقلت إلى سبرونس عن طريق نيميتز الذي بقي على الشاطئ على عكس ياماموتو).
سبرونس قدر أنه بالإمكان نجاح الهجوم رغم بعد المسافة، وأعطى الأمر بإطلاق الطائرات حوالي الساعة 06:00. بعدها ترك الإشراف على التفاصيل وإطلاق الهجمة للكابتن مايلز براوننغ، لكن العملية لم تحدث بسلاسة. استغرق الأمر حوالي الساعة قبل أن تقلع أول طائرة من حاملات سبرونس: انتربرايز وهورنت بعد الساعة 07:00 ببضع دقائق. في الساعة 08: 00 لحقت بها طائرات فليتشر من الحاملة يوركتاون بعد أن كان فليتشر أنهى رحلاته الاستكشافية.
كان فليتشر، والكابتن اليوت بكماستر (قائد يوركتاون) ومساعديهما قد اكتسبا خبرة عملية من تنظيم وإطلاق هجمات كاملة ضد العدو في معركة بحر الكورال لكن لم يكن لديهما الوقت لتمرير هذه الخبرة إلى طواقم انتربرايز وهورنت، التي كلفت بإطلاق الهجمة الأولية. في هذه الأثناء، أعطى سبرونس أمره الثاني المهم «بالتوجه للهدف»، وعدم تضييع الوقت الثمين بالانتظار لحين اكتمال تجمع القوة الضاربة في الهواء، حيث أمر بالتوجه للهدف بأسرع ما يمكن لإن تحييد حاملات العدو كان مهما لنجاة قواته. قدر سبرونس بأن الحاجة لضرب العدو بأسرع ما يمكن كانت أهم من الحاجة لهجوم منسق بين الأنواع المختلفة من الطائرات (القاذفات، والمقاتلات وقاذفات الطوربيد). وبناء عليه، تم إطلاق الأسراب الأمريكية مجزأة ووصلت إلى الهدف في مجموعات مختلفة. كان متوقعا أن انعدام التنسيق سيحد من أثر الهجمات الأمريكية بشكل عام، وسيزيد من عدد الخسائر. مع ذلك، فقد قدر سبرونس بأن هذه مخاطرة تستحق أن يقوم بها، حيث أن إبقاء اليابانيين تحت هجوم جوي سيعيق قدراتهم على إطلاق هجمات معاكسة (التعليمات اليابانية المتبعة كانت تفضل هجمات كاملة التشكيل)، لذا راهن على أنه سيجد سفن ناجومو في أكثر حالاتها ضعفا.
وجدت الطائرات الأمريكية صعوبة في الوصول لمكان الهدف، حتى بالرغم من استلامهم معلومات عن أماكن العدو. الهجمة التي أطلقت من هورنت، بقيادة القائد ستانهوب سي. رنغ اتبعت مسارا خاطئا للوجهة 263 بدلا من 240 المسجلة في تقرير الكشافة. نتيجة لذلك، طائرات المجموعة الثامنة الانقضاضية لم تستطع العثور على الحاملات اليابانية. سرب قاذفات الطوربيد الثامن (المنطلق من الحاملة هورنت) بقيادة القائد الملازم جون سي. ولدرن ترك التشكيلة الهجومية التابعة لرنغ واتبع المسار الصحيح. عثر سرب ولدرن على حاملات العدو وبدأ بالهجوم في الساعة 09:20، وتبعه في 09:40 سرب قاذفات الطوربيد السادس المنطلق من انتربرايز. بدون وجود طائرات مقاتلة مرافقة لحمايتها، استطاع اليابانيون إسقاط 15 قاذفة طوربيد أمريكية من طراز TBD Devastators تابعة للسرب الثامن الذي لم يتمكن من ضرب أي هدف. الملازم البحري جورج اتش. غي جونيور كان الناجي الوحيد. لقي السرب السادس نفس المصير تقريبا، حيث لم يستطع ضرب أي هدف، يرجع الفضل في ذلك جزئيا إلى الأداء السئ للطوربيدات من طراز Mark 13. لم يتسائل كبار ضباط البحرية ومكتب الذخائر في البحرية الأمريكية عن السبب الذي جعل نصف دزينة من الطوربيدات تفشل في تحقيق أي نتائج رغم إطلاقها على مسافة قريبة من الحاملات اليابانية. استطاعت المقاتلات اليابانية السريعة من طراز ميتسوبيشي A6M2 زيرو من القضاء بسرعة على قاذفات الطوربيد الأمريكية التي كانت بطيئة وبدون مقاتلات مرافقة أو تسليح كاف. تمكنت قلة من قاذفات الطوربيد للوصول إلى مسافات قصيرة جدا (أقل من بضعة أطوال سفينة) من السفن اليابانية مما مكنها من رش هذه السفن بالنار بوساطة أسلحتها الاتوماتيكية وإجبار الحاملات اليابانية على اتخاذ مناورات مراوغة حادة.
تمكن هجوم قاذفات الطوربيد الأمريكية بشكل غير مباشر من تحقيق ثلاث نتائج مهمة. الأولى: استطاع إفقاد الحاملات اليابانية توازنها وجعلها غير قادرة على تحضير وإطلاق هجمات معاكسة. الثانية: تمكن الهجوم من سحب دوريات الحماية الجوية اليابانية خارح مواقعها. الثالثة: استنفد الهجوم وقود المقاتلات اليابانية الزيرو وذخيرتها. أدى ظهور موجة هجوم ثالثة من قاذفات الطوربيد من السرب الثالث في الساعة 10:00 إلى سحب معظم طائرات دوريات الحماية الجوية اليابانية إلى الركن الجنوبي الشرقي من الأسطول. كان يمكن لناجومو النجاح، لو فرض مزيدا من الانضباط وقام باستخدام كل طائرات الزيرو المقاتلة على متن سفنه.
بالصدفة، وفي نفس الوقت الذي لاحظ فيه اليابانيون ظهور السرب الثالث من قاذفات الطوربيد، كانت ثلاث أسراب أمريكية تقترب من الأسطول الياباني من جهة الشمال الشرقي والجنوب الغربي، الأسراب هي: السرب السادس والثالث من الطائرات الانقضاضية، والسادس من الطائرات الاسكشافية التي انطلقت من انتربرايز ويوركتاون. كانوا وقودها على وشك النفاد بسبب الوقت الطويل التي قضته في البحث عن الأسطول الياباني. لكن قائد السرب سي. ويد مكلسكي جونيور قرر مواصلة البحث ولحسن حظه استطاع العثور على المدمرة اراشي. كانت المدمرة تبحر بأقصى سرعتها للحاق ببقية الحاملات اليابانية، بعد أن تخلفت وحدها لتحاول بدون نجاح تدمير الغواصة الأمريكية نوتيلوس باستخدام قذائف الأعماق (الغواصة كانت حاولت مسبقا وبدون نجاح أيضا الهجوم على السفينة الحربية كيريشيما). سقطت بعض القاذفات الأمريكية قبل بدء الهجوم بسبب نفاد الوقود.
قرار مكلسكي بالاستمرار في البحث رغم خطر نفاد الوقود «هو ما حسم مصير قوتنا الحاملة البحرية وقواتنا في ميدواي» حسب رأي الأدميرال تشيستر نيميتز. وكانت القاذفات الانقضاضية الأمريكية وصلت في الوقت المثالي للهجوم. امتلئ سطح البارجات اليابانية بالمقاتلات المسلحة وخراطيم الوقود ملتفة بين الطائرات حيث تقام عملية إعادة التعبئة بسرعة، وكان تكرار تغيير الأسلحة والذخيرة يعني بأن هناك قنابل وطوربيدات متكدسة على سطح البارجة اليابانية بدلاً من حفظها في مخزن الذخائر الآمن مما جعل حاملات الطائرات اليابانية عرضة للتضرر بشكل أكبر في حالة هجوم العدو.
كانت قاذفات الطوربيدات القادمة من اينتربرايز قد تقسمت وهاجمت هدفين. ابتداء من الساعة 10:22 نجح مكلاسكي وطياريه بضرب كاغا، بينما في الشمال تعرضت اكاغي للهجوم بعد أربعة دقائق من قبل ثلاثة قاذفات بقيادة الملازم الأول ريتشارد هالسي بيست. اما قاذفات يورك تاون، بقيادة ماكس ليزلي، هاجمت وبنجاح البارجة حاملة الطائرات سوريو. وفي نفس الوقت حاولت قاذفات أخرى مهاجمة هيريو والتي كانت تتوسط بارجتي كاغا واكاغي لكن لم تتكلل المحاولة بالنجاح. ونجحت القاذفات الانقضاضية في اضرام النار على البارجتين سوريو وكاغا في غضون ستة دقائق. تم ضرب اكاغي بقنبلة واحدة فقط اسقطت من قبل الملازم أول بيست، واخترقت السقف العلوي لمخبأ الطائرات وانفجرت وسط الطائرات المسلحة والممتلئة بالوقود. انفجرت قنبلة قريبة جداً من مؤخرة السفينة وكان الماء الساخن الناتج عن الانفجار قد ثنى سطح السفينة إلى الأعلى وتسبب بضرر جسيم لدفة السفينة. اصيبت بارجة سوريو بثلاث قنابل في مخبأ طائراتها اما كاغا فأصيبت على الأقل بأربعة قنابل ومن المحتمل انها خمسة. كل البارجات الثلاث فقدت القدرة على مواصلة القتال وفي النهاية تم هجرها والإسراع بها خارج المعترك.

### الهجمات اليابانية المضادة

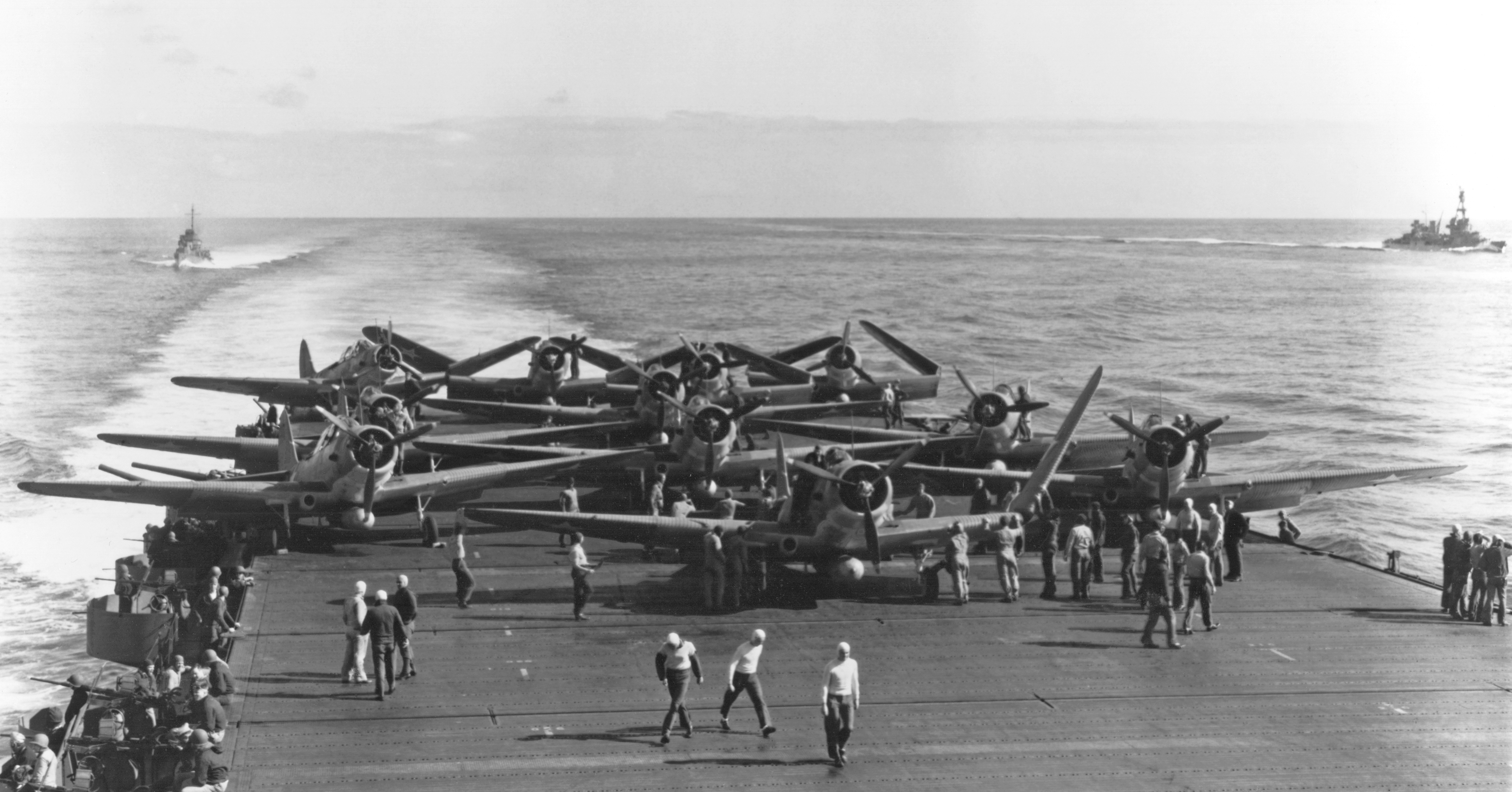
طائرات VT-6 على متن الحاملة انتربرايز التي يجري إعدادها للإقلاع خلال المعركة

هريو، ناقلة الطائرات الوحيدة التي نجت من الهجوم، لم تضع أي وقت في الهجوم المعاكس. أحدثت الموجة الأولى من الطائرات الانقضاضية اليابانية أضرارا بالغة في الحاملة يوركتاون بواسطة ثلاث قنابل أخمدت محركاتها، مما شل حركتها. خلال ساعة قامت فرق السيطرة على الأضرار على متن الحاملة بإصلاح المحركات بشكل فعال لدرجة أن الموجة الثانية المكونة من طائرات قاذفات الطوربيد اعتقدت بأنها حاملة أخرى غير متضررة. بالرغم من آمال اليابانيين بخلق تكافؤ في الفرص عن طريق ضرب حاملتي طائرات بموجتي هجوم، يوركتاون تمكنت من مقاومة كلي موجتي الهجوم اليابانيتين، الموجة الثانية من الهجوم الياباني اعتقدت أن يوركتاون قد غرقت مسبقا وأنهم الآن يهاجمون الناقلة انتربرايز. بعد ضربتي طوربيد، يوركتاون فقدت طاقتها وأصبحت تسبح مائلة إلى اليسار بستة وعشرين درجة مما جعلها غير مؤهلة للقتال مؤقتا، وهذا ما اضطر الأدميرال فليتشر لنقل مقر قيادته إلى الطرادة الثقيلة أستوريا. كانت كلتا الحاملتين التابعتين لقوة المهمات 16 التابعة لـ سبرونس غير متضررتين
أخبار الضربتين بالإضافة إلى تقارير كانت تقول بأن كل ضربة أغرقت حاملة أمريكية تسببت في رفع الروح المعنوية كثيرا على متن كيدو بوتاي. ما تبقى من طائراتها الناجية تم إعادتها فوق متن السفينة هريو، حيث تمت تهيئتها من أجل ضربة هجومية ضد ما كان يعتقد أنه الحاملة الأمريكية الوحيدة المتبقية.

### الهجوم الأمريكي المضاد

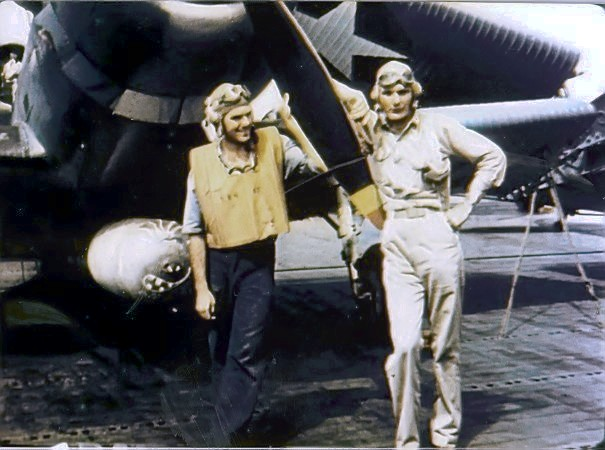
جورج غاي (يميناً)، الناجي الوحيد من سرب VT-8 في المدمر TBD، أمام طائرته في 4 يونيو 1942

في وقت متأخر بعد الظهر، قامت طائرة استكشافية تابعة للحاملة يوركتاون بتحديد موقع هيريو، مما دفع الحاملة انتربرايز إلى إطلاق هجمة أخيرة مكونة من طائرات انقضاضية (بما فيها عشر طائرات SBD من يوركتاون). وعلى الرغم من أن هيريو كانت تحت غطاء دفاعي قوي بأكثر من اثنتى عشر مقاتلة زيرو، إلا أن الهجوم القادم من اينتربرايز كان ناجحاً، اربع أو خمس قنابل ضربت هيريو مضرمة فيها النيران وجعلتها خارج الخدمة. غارة الدبور، تأخرت في الانطلاق بسبب خطأ في الاتصالات، تركزت على ماتبقى من السفن المرافقة ولكن فشلت في ضرب أي هدف. بعد محاولات فاشلة للسيطرة على النيران المتأججة في هيريو تم اخلاء ماتبقى من طاقم البارجة، واستمرت القوة الباقية من الاسطول باتجاه شمال شرق لمحاولة اعتراض البارجات الأمريكية. ظلت هيريو طافية لعدة ساعات، قبل أن تعثر عليها طائرة من الحاملة هوشو في صباح اليوم التالي، مما أعطى آمالا بإمكانية إنقاذ السفينة وسحبها إلى اليابان. لكن هيريو غرقت بعد فترة بسيطة من العثور عليها. اختار اللواء ياماغوتشي الغرق مع سفينته، مما أفقد اليابان أحد أفضل قادة حاملات الطائرات لديها.
مع حلول الظلام، بدأ الجانبان بدراسة ما حدث وقاما بوضع خطط مؤقتة لمواصلة القتال. شعر الأدميرال فليتشر الذي أرغم على التخلي عن يوركتاون المهجورة، بأنه لن يستطيع قيادة المعركة من على متن طرادة، فقام بالتخلي عن القيادة لصالح سبرونس. علم سبروانس بأن الولايات المتحدة الأمريكية حققت لتوها انتصاراً عظيماً، ولكن لم يمكن متأكداً من الكم المتبقي من الاسطول البحري الياباني وكان مصمماً على حماية بارجاته والقاعدة في جزيرة ميدواي. لمساعدة طياريه الذي كانوا يحلقون لفترات طويلة، أكمل سبرونس مطاردة ناجومو في النهار، واستمر في ذلك حتى مع حلول الظلام. وأخيراً، خشية مواجهة ليلية مع القوات البحرية اليابانية غير سبروانس مساره وانسحب تجاه الشرق ومن ثم اتجه للغرب عائداً باتجاه العدو في منتصف الليل. ومن ناحيته، قرر ياماموتو مبدئياً اكمال القتال وارسل ماتبقى من قواته للبحث شرقاً تجاه البارجات الأمريكية. وفي نفس الوقت ارسل قوة طرادات حربية منفصلة لضرب جزيرة ميدواي. فشلت القوات البحرية اليابانية في ايجاد البارجات الأمريكية وذلك بسبب تراجع سبروانس مؤقتاً باتجاه الشرق وامر ياماموتو بعد ذلك بانسحاب عام تجاه الغرب. حاشية 7
بالرغم من بحثه الشامل، فشل سبروانس في استعادة الاتصال مع قوات ياماموتو في الخامس من شهر يونيو. وفي نهاية اليوم أطلق سبراونس مهمة بحث وتدمير لأيجاد أي من بارجات ناغومو. كانت هذه الضربة في وقت متأخر من الظهيرة قريبة جداً من كشف القوة الرئيسية لياماموتو وفشلت في ضرب مدمرة يابانية لا اهمية لها. عادت الطائرات من مهمتها في منتصف الليل مما جعل سبراونس يأمر باضاءة سفينتي اينتربرايز وهورنيت لإعانة الطيارين على الهبوط. حاشية 8
في الساعة 02:15 في الخامس من يونيو ليلاً قام القائد جون ميرفي تامبور وهو قابع 170 كيلومتراً غرب جزيرة ميدواي، قام بثاني اعظم مساهمة للغواصات في الناتج النهائي للمعركة. وعند رؤيته لسفن عديدة لم يتعرف ميرفي أو سبروانس على السفن وخشية بأن تكون صديقة لم يهجم عليها ميرفي. ولكن على أي حال، قام بالإبلاغ عن السفن للواء روبرت انغلش، قائد قوات الغواصات لاسطول المحيط الهادي ولكن اهمل أخباره عن مسارها. مرر انغلش هذا التقرير إلى نيميتز الذي بدوره ارسله إلى سبروانس. ولأن سبروانس كان يجهل مكان الاسطول الرئيسي لياماموتو وهي مشكلة منذ أول رؤية للقوات اليابانية، افترض سبروانس بأن مايراه كانت قوات هجومية وتحرك ليعترض طريقها على بعد 190 كيلومتراً شمال شرقي جزيرة ميدواي.
وكانت السفن التي رآها تامبور هي الاربع طرادات والمدمرتين التي ارسلها ياماموتو لقصف ميدواي. في الساعة 02:55 استلمت هذه السفن أمر ياماموتو بالانسحاب وغيرت مسارها استجابة للأمر. وفي نفس وقت تغييرها للمسار، تمت رؤية تامبور أثناء مناورات تم تصميمها لتلافي هجوم الغواصات، اصطدمتا سفينتي موغامي وميكوما مسببة ضرر كبير لمقدمة موغامي ولكن ميكوما التي لم تتضرر كثيراً خففت من سرعتها إلى اثنتي عشر عقدة من اجل ان تسير بنفس سرعة موغامي. كان هذا أقصى ضرر حققته أي من الثمانية عشر غواصة المشاركة في المعركة. وفقط في الساعة 04:12 بدأت الرؤية تتضح لميرفي بأن السفن كانت يابانية، وحينها كان من الخطر البقاء على سطح الماء وغاص ميرفي وهو ينوي الهجوم. وكان هذا غير ناجحاً، وحول الساعة السادسة صباحاً ارسل تقارير تفيد برؤيته أخيراً لطرادين من طراز موغامي متجهة غرباً.
وخلال اليومين التاليين أطلق كل من بارجات ميدواي وسبروانس هجمات عديدة تجاه السفن المنعزلة. وتم اغراق ميكوما من قبل مفجرات داونتلس ، بينما نجحت موغامي في العودة سالمة على الرغم من الأضرار الكبيرة التي الحقت بها. وتم قصف المدمرتين اراشيو واساشيو كذلك في نهاية هذه الهجمات. قتل الكابتن ريتشارد أي فليمينغ وهو طيار من البحرية الأمريكية أثناء هجومه بالقنابل على ميكوما وطيارانه بمستوى منخفض وتم تكريمه بميدالية الشرف لاحقاً.
وفي نفس الوقت كانت هناك المحاولات لأصلاح بارجة يورك تاون مشجعة وتم سحبها من قبل كاسحة الالغام سابقاً يو اس اس فيريو. ولكن في وقت متأخر من ظهيرة السادس من يونيو تم ضرب يورك تاون بطوربيدين من غواصات I-168 اليابانية. كانت الخسائر قليلة، بما ان معظم الطاقم ليورك تاون قد تم اخلاؤه مسبقاً، ولكن طوربيد ثالث اصاب واغرق المدمرة يو اس اس هامان والتي كانت تقدم قوة مساعدة ليورك تاون. وانقسمت المدمرة هامان إلى نصفين مما ازهق ارواح ثمانون من العاملين عليها وكان الغالبية منهم قد مات بسبب تفجر قنابلها ابان الغرق. صمدت بارجة يورك تاون إلى بعد الساعة الخامسة من السابع من يونيو.

## الضحايا اليابانيين

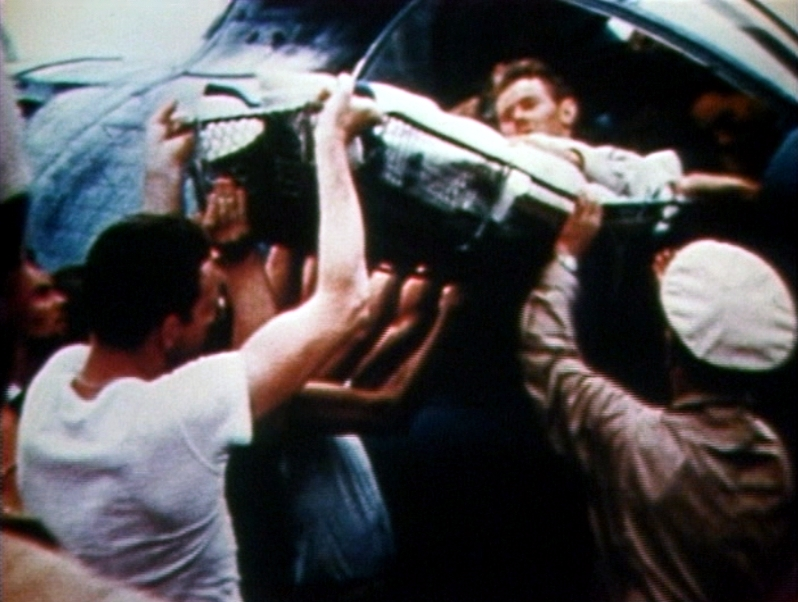
محاولة انقاذ الضحايا في ميداوي

ومع نهاية الحرب 3,057 شخص ياباني توفي الضحايا على متن الحاملات الأربع كانت كما يلي: آكاجي: 267، كاجا: 811، هريو: 392، سوريو: 711. بما مجموعه: 2181 ضحية. الطرادتين الثقيلتين: ميكيوما (غرقت، 700 ضحية) وموجامي (تضررت بشدة، 92 ضحية) تسببتا بما مجموعه 792 ضحية أخرى.
بالإضافة إلى ذلك، المدمرتين أراشيو (أصيبت بالقذائف، 35 ضحية) وأساشيو (تم رشها بطلقات نارية من الطائرات، 21 ضحية) تضررتا أثناء الهجوم الجوي الذي أغرق الطرادة ميكيوما وتسبب بأضرار بالغة للطرادة موجامي. وفقدت أيضا طائرات عوامة من الطرادة تشيكيوما (3) وتون (2). بقية الضحايا الـ 23، كانوا موزعين على المدمرات تانيكازي (11) وأراشي (1) وكازاجومو (1) وسفينة الدعم اللوجستي أكيبونو مارو (10).

## العواقب
وبعد تحقيق فوز واضح أصبحت المطاردة خطيرة جداً بالقرب من جزيرة واكي مما دفع بالقوات الأمريكية للانسحاب. كتب المؤرخ سامويل أي موريسون في 1949 بأن سبروانس تعرض لانتقاد شديد بعدم ملاحقته لما تبقى من القوات اليابانية المنسحبة وسماحه للقوات البحرية اليابانية بالهرب. ناقش كلاي بلير في عام 1975 بأنه لو قام سبروانس بالمطاردة آنذاك لأصبح عاجز عن إطلاق هجومه في الليل وكان سيكون هو وطراداته تحت رحمة قوة ياماموتو ذات الأفضلية العددية والأكثر قوة بما فيها البارجة العظيمة ياماتو.
نقلت البحرية الإمبراطورية اليابانية في العاشر من يونيو صورةً غير كاملةٍ عن نتائج المعركة إلى مؤتمر التداول العسكري. ولم يَصِل تقرير تشوتشي ناغامو المُفصَّل عن المعركة إلى القيادة العليا حتى الخامس عشر من يونيو، ولم يُطلَع عليه سوى أرفع المسؤولين في البحرية والحكومة اليابانيَّين، وحرص على ألا يعرف إلا في دائرة ضيّقة من القادة طوال فترة الحرب. ومن أكثر الأمور الصّادمة التي يوردها هذا التقرير التعليق على تقديرات قائد القوات المتحرّكة (ناغومو): «العدوّ ليس على علمٍ بمخطّطاتنا، إذ لم يُكتَشف وجودنا حتى الصباح الباكر من الخامس من الشهر على أقصى تقدير». تم إخفاء مدى الخسارة الحقيقي عن عامة الشعب الياباني وعن معظم القيادات العسكرية اليابانية. اعلنت الأخبار اليابانية عن فوز عظيم. وحده الإمبراطور هيروهيتو بالإضافة للقيادات العليا في البحرية كانوا على علم دقيق بخسائر الحاملات والطيارين. كان المسئولون عن التخطيط في الجيش يعتقدون لفترة قصيرة على الأقل بأن الأسطول كان في حالة جيدة.
عند رجوع الأسطول الياباني إلى هاشيراجيما في 14 يونيو، تم نقل الجرحى مباشرة إلى إلى مستشفيات البحرية، معظمهم تم تصنيفهم كـ «مرضى سريين» ووضعوا في أجنحة العزل الصحي بعيدا عن المرضى الآخرين وعن عائلاتهم، وذلك من أجل منع تسرب أخبار الهزيمة الكبيرة إلى عامة الناس. بقية الضباط والجنود، تم توزيعهم مباشرة على وحدات أخرى في الأسطول، بدون منحهم أي فرصة لزيارة عائلاتهم أو أصدقائهم وتم نقلهم مباشرة إلى وحدات قتالية في جنوب المحيط الهادئ حيث لقي معظمهم حتفه. وفي المقابل لم تتم معاقبة أي من أركان الأسطول المشتركة، حيث تم نقل ناجومو إلى قوة الحاملات التي أعيد بنائها.
لكن اليابانية البحرية تعلمت دروسا من ميدواي، تم اعتماد إجراءات جديدة تتيح إعادة تزويد وتسليح طائرات أكثر على سطح السفينة بدلا من حظيرة الطائرات، بالإضافة إلى سياسة استنزاف جميع خطوط الوقود غير المستخدمة. الحاملات الجديدة التي تم تعميدها صممت لتحتوي مصعدين فقط لمنطقة الإقلاع على سطح السفينة، بالإضافة إلى معدات جديدة لمكافحة الحرائق. وتم تدريب مزيد من أعضاء طواقم الحاملات في التحكم بالأضرار وتكتيكات محافحة الحرائق، رغم ذلك فإن الخسائر اللاحقة في حرب شوكاكو وهيو وتيهو كانت تدل على استمرار وجود مشاكل في هذا المجال. كان الطيارون الجدد يمرون بنظام تدريب مختصر تلبية لحاجات الأسطول قصيرة المدى، لكن هذا أدى إلى انخفاض في جودة التدريب. تمت تغذية خطوط المواجهة بهولاء الطيارين عديمي الخبرة، بينما كان يتم إرغام المقاتلين المخضرمين الذين نجوا في ميدواي وجزر سليمان لتحمل أعباء عمل أكبر، في ظروف يائسة، مع إعطاء قليل منهم الفرصة للراحة في المناطق الخلفية أو في جزر الوطن. نتيجة لذلك، انخفضت الجودة تدريجيا بشكل عام في المجموعات البحرية اليابانية خلال الحرب.

### اتهامات بجرائم الحرب
قبض اليابانيون أثناء المعركة على ثلاثة من أفراد سلاح الجو الأمريكي: الملازم البحري ويسلي أوسمس (طيار، يوركتاون)، والملازم البحري فرانك أوفلاهيرتي (طيار، انتربرايز) والميكانيكي ب.ف. وبرونو غايدو (عامل لا سلكي - مدفعي طائرة أوفلاهيرتي). تم احتجاز أوسمس على متن أراشي، أما أوفلاهيرتي وغايدو فكانا على متن ناغارا (أو المدمرة ماكيغومو، اختلفت المصادر). وهناك ادعاء بأنهما قتلا لاحقا. ورد في التقرير الذي أعده الأدميرال ناغومو «لقد مات في السادس من يونيو ودفن في البحر» ذكر ناغومو في تقريره أنه استطاع تحصيل سبع معلومات بما فيها قوة العدو لكنه لم يذكر شيئا عن موت أوفلاهيرتي أو غايدو. تم تقييد أوفلاهيرتي وغايدو بعلب كيروسين من حجم خمسة جالون مملوءة بالماء ثم تم رميهم في البحر في تاريخ غير معلوم بعد عدة أيام أو أكثر بعد المعركة.

## تأثير
سميت المعركة بـ «نقطة التحول في حملة المحيط الهادي». رغم ذلك، استمر اليابانيون في محاولاتهم للتقدم في جنوب المحيط الهادئ، ومرت عدة أشهر قبل أن تتغير كفة الحرب البحرية من حالة تكافؤ إلى سيطرة واضحة للولايات المتحدة. ولهذا، ورغم أن معركة ميدواي كانت أول انتصار كبير للحلفاء ضد اليابانيين، إلا أنها لم تغير مسار الحرب كما لو أنها كانت معركة سالاميس، ما حدث هو أن الاستنزاف المتراكم لـ ميدواي بالإضافة إلى معركة بحر الكورال غير الحاسمة أضعف قدرات اليابان على شن هجمات كبرى. ميدواي مهدت الطريق أيضا لإنزال قوات الحلفاء في حملة جوادالكانال وحرب الاستنزاف المطولة في حملة جزر سليمان، والتي أتاحت للحلفاء أخذ زمام المبادرة الاستراتيجية والتحول إلى الهجوم إلى نهاية حرب المحيط الهادي. لكن الأهم من ذلك كله، أن ميدواي منحت الولايات المتحدة متسعا من الوقت حتى تصبح حاملات الأسطول الجديدة من الفئة إسيكس جاهزة بنهاية العام. خسارة آكاغي وكاغا ووسوريو وهيريو خفض عدد الحاملات العاملة التي يمكن لليابان استخدامها ضد الولايات المتحدة، التي كانت لا تزال تمتلك انتربرايز وهورنت وواسب وساراغوتا.
أظهرت المعركة أهمية الاعداد والتدريب في مجال فك الشفرة البحرية في فترة قبل الحرب. هذه الجهود كانت مستمرةً وممتدة خلال الحرب الواقعة على مسرحي المحيطين الهادي والأطلسي على حد سواء النجاحات كانت عديدة وذات أهمية على سبيل المثال، إسقاط طائرة الأدميرال ياماموتو لم ممكنا بدون مختصي فك الشفرة في البحرية.
بعض المؤلفين أشاروا إلى أن الخسائر الثقيلة في ميدواي من الحاملات وطواقم الطيران ذوي الخبرة أضعفت البجرية الامبراطورية اليابانية. في المقابل، بارشال وتلي أشاروا إلى أن الخسائر في طواقم الطيران ذوي الخبرة لم تكن مسببة لشلل الطيران البحري الياباني رغم ثقلها (110 فرد، يمثلون نسبة أقل بقليل من 25% من الطاقم الموجود على الحاملات الأربعة)، البحرية اليابانية كان لديها حوالي 2000 فرد مؤهل للعمل على الحاملات في بداية حرب المحيط الهادئ. عدة أشهر بعد معركة ميدواي، خلفت قوات سلاح الجو التابعة للبحرية اليابانية ورائها معدلات اصابة متشابهة في كلا من معركة سلومون الشرقية ومعركة سانتا كروز، وكانتا هاتان المعركتان مجتمعتان مع انهاك المقاتلين المستمر خلال حملة سلومون، سبباً في دعم الهبوط الحاد للإمكانيات الميدانية. ومع ذلك، فإن فقدان أربع ناقلات للأساطيل، وأكثر من 40٪ من فنيي الطائرات ذوي الخبرة والتدريب العالي، بالإضافة إلى الاطقم الأساسية لسطح السفينة والطيران وخبراء الأسلحة، وفقدان المعرفة التنظيمية التي تجسدها هذه الأطقم ذات التدريب العالي، كانت ضربة ثقيلة وموجعة للأسطول الياباني. خسارة الحاملات كان يعني أن الحاملتين شوكاكو وزيوكاكو أصبحتا الوحيدتين في الأسطول الياباني القادرتين على القيام بهجمات. من بين بقية الحاملات في الأسطول الياباني، وحدها تياهو كانت قادرة على الاشتراك مع شوكاكو وزيوكاكو في القتال. بينما كانت كل من ريوجو وجونيو وهيو حاملات من الدرجة الثانية ذات كفاءة محدودة. عندما حان وقت معركة بحر الفلبين، استطاع اليابانيون بطريقة ما أن ينهوا إعادة بناء قواتهم. لكن معظم الطائرات كانت تقاد بواسطة طيارين عديمي الخبرة مما أدى إلى ضعف قوة هذا الأسطول مقارنة بما كان قبل ميدواي (ملحوظة 11)
في الوقت الذي استغرق اليابان بناء ثلاث ناقلات، قامت البحرية الأمريكية بتكليف أكثر من عشرين أسطول وناقلات أسطول خفيفة إضافة إلى العديد من الناقلات المرافقة. وفي عام 1942 كانت أمريكا قد كلف منذ ثلاث سنوات ببرنامج بناء السفن تبعاً لقانون فينسون الثانية بهدف جعل القوات البحرية الأمريكية أضخم من اليابانية. الدور العظيم لطياري البحرية الأمريكية أنقذ معركة ميدواي والمعارك التالية في 1942, إضافة إلى التزايد في برامج تدريب الطيارين، استطاعت القوات الأمريكية تطوير عدد كبير من الطيارين المؤهلين لإكمال ميزاتها المادية في السفن والطائرات.

## اكتشاف السفن الغارقة

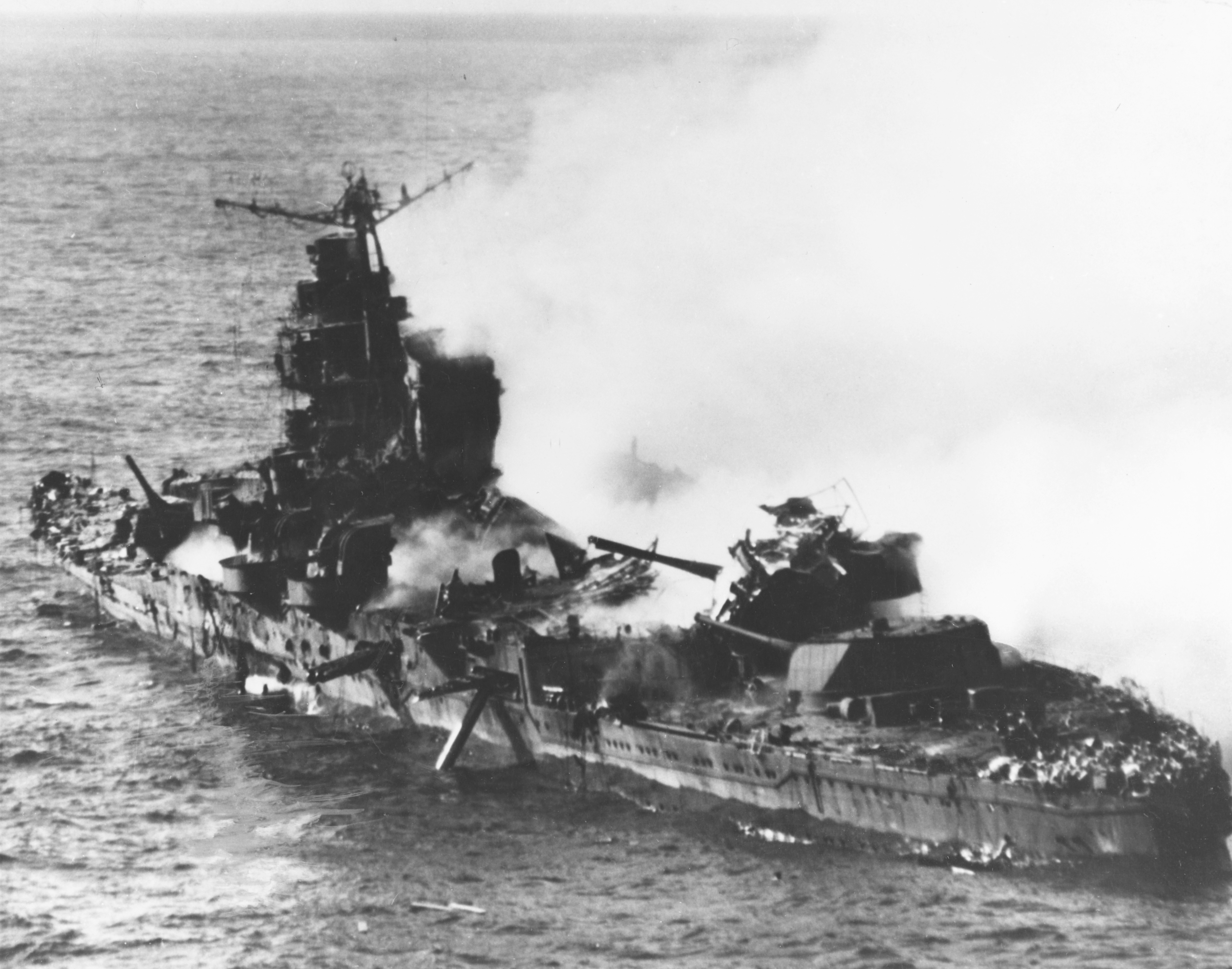
السفينة اليابانية ميكوما قبل لحظات من الغرق

وبسبب عمق المحيط المدقع في أرض المعركة (أكثر من 17 ألف قدم- أي مايعادل 5200 متر) فإن البحث فيها واجه صعوبات استثنائية. مع ذلك استطاع روربرت بالارد في مايو 1998 وفريق من العلماء ومحاربين ميدواي القدامى من كلا الطرفين بتحديد وتصوير يوركتاون. كانت السفينة محفوظة بشكل رائع بالنسبة لمركبة غرقت في 1942، كثير من الأدوات وحتى الطلاء الأصلي كان واضحا ومرئيا.
لم يتوصل البحث الذي قام به بالارد لاحقا عن الحاملات اليابانية إلى نتيجة. في سبتمبر 1999 قامت بعثة اسكشافية مشتركة بين شركة نوتيكوس وبحثَ مكتب البحرية الأمريكية لجغرافيا المحيطات عن ناقلات الطائرات اليابانية باستخدام تقنيات ملاحة متقدمة ومقارنتها بسجل الغواصة يو اس اس نوتيلوس، قامت البعثة بالعثور على قطعة كبيرة من حطام سفينة، تم التأكيد لاحقا بأن الحطام ينتمي لحظيرة الطائرات العلوي للسفينة كاجا. لكن لم يتم العثور على الحطام الرئيسي للسفينة بعد.

## تذكارات

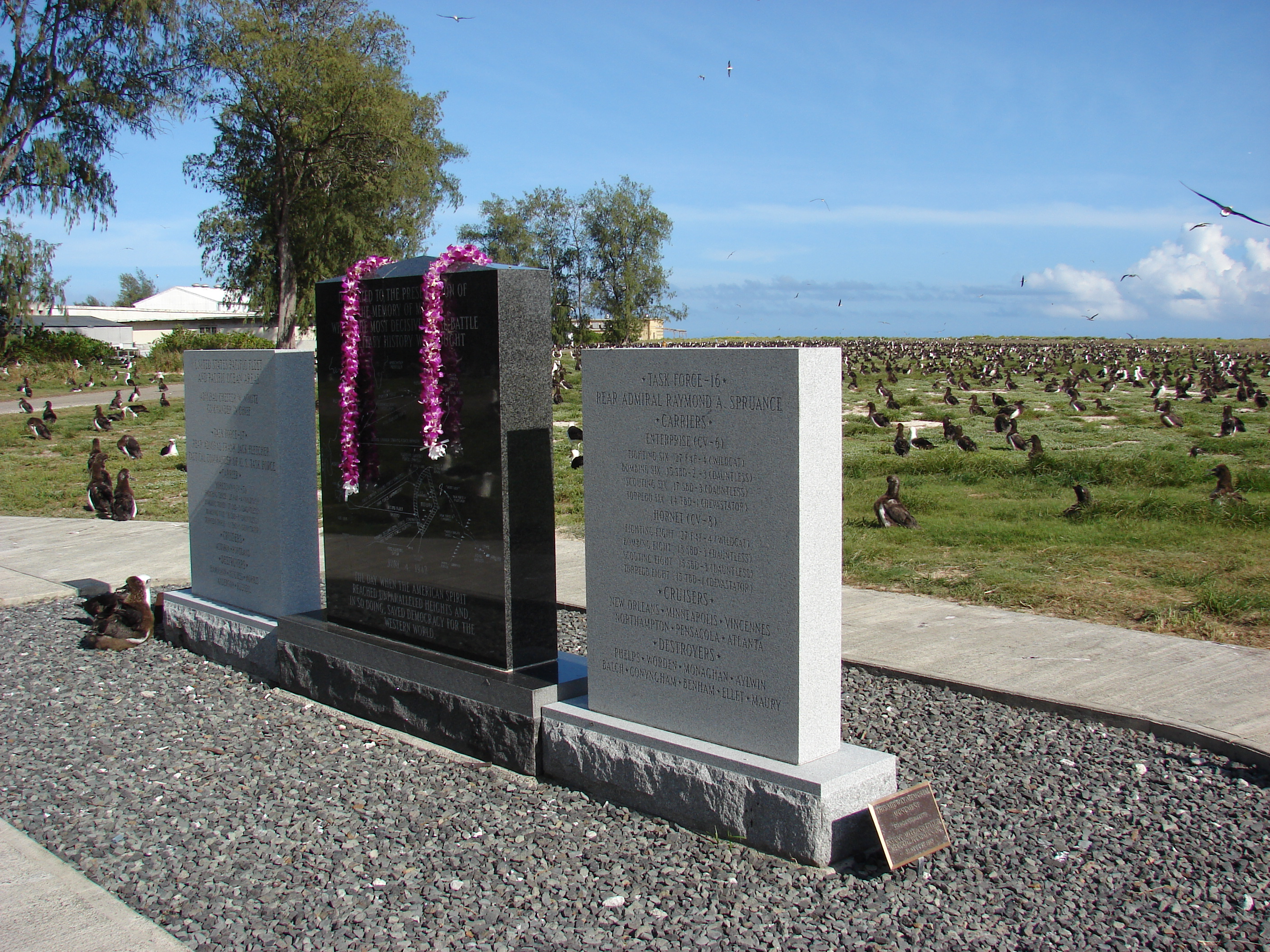

مطار بلدية شيكاغو الذي كان ذو أهمية في جهود الحرب، تم تغيير اسمه في ذكرى المعركة في عام 1949 إلى مطار شيكاغو ميدواي الدولي (أو اختصارا: مطار ميدواي).
تمت تسمية مهبط تدريب خارجي في قاعدة كوربوس كريستي البحرية باسم «ميدان ولدرن» بالإضافة للطريق المؤدي إليه تكريما لذكرى قائد سرب الطوربيد الثامن في حاملة الطائرات هورنت. كما تم تسمية الجادة في الطرق الآخر من المهبط بجادة يوركتاون، الحاملة الأمريكية التي غرقت في المعركة.
تم إدخال حاملة طائرات مرافقة باسم يو اس اس ميدواي (سي في إي -63) للخدمة العسكرية في 17 أغسطس 1943. أعيد تسميتها بشارع لو في 10 أكتوبر 1944 وذلك من أجل إطلاق اسم «ميدواي» على حاملة طائرات كبرى (سي في-41) في 10 سبتمبر 1945 (بعد ثمانية أيام من استسلام اليابان). رست السفينة الأخيرة في سان دييغو، كالفورنيا وتُستخدم في متحف منتصف الطريق USS
في الثالث عشر من سبتمبر عام 2000 خصص وزير الداخلية بروس بابيت أراضي وبحار جزيرة ميدواي محمية فطرية كذكرى قومية لمعركة ميدواي.